# Plenkovice

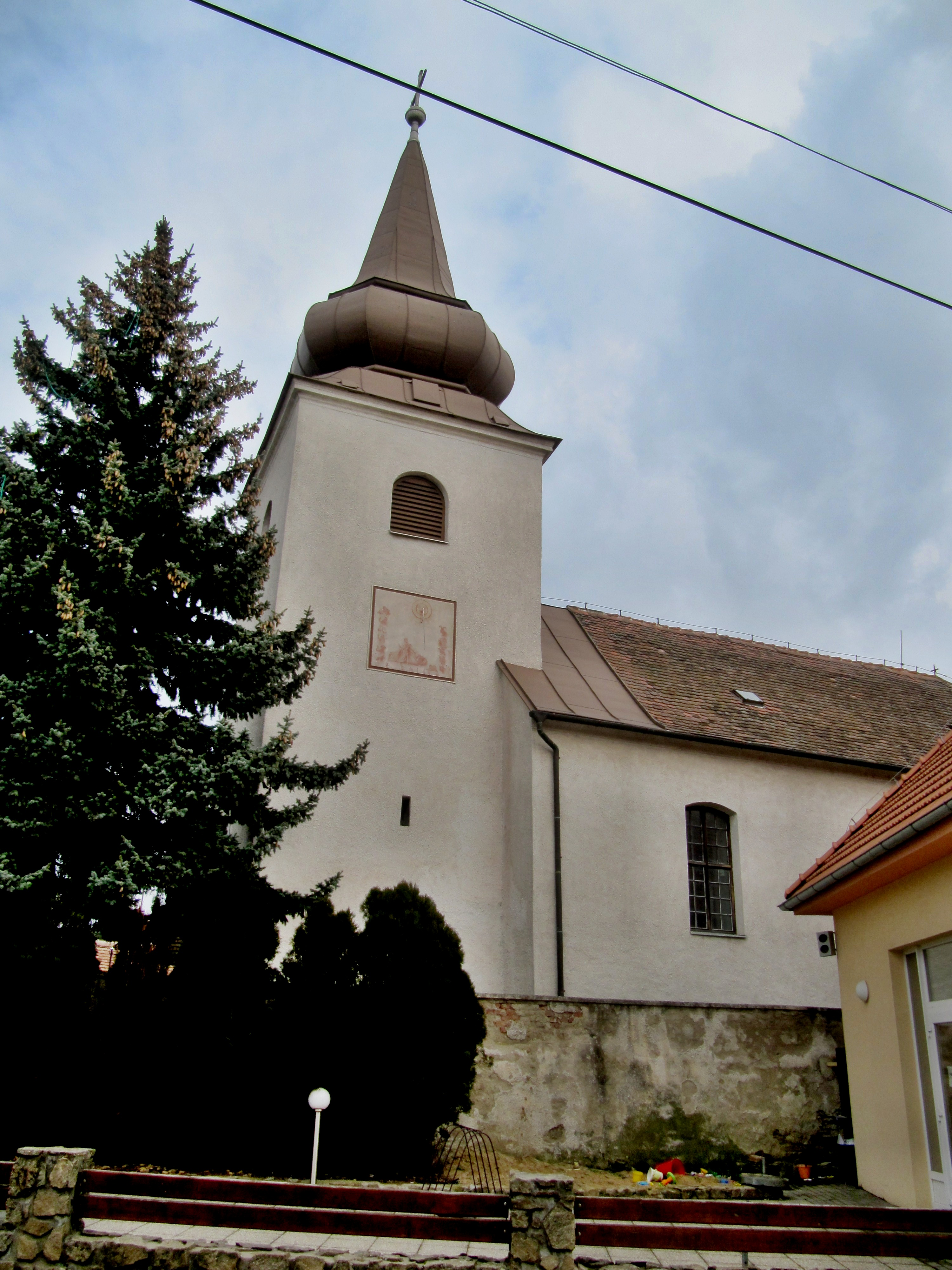
Kirche St. Lorentius in Plenkovice (2014)

Plenkovice (deutsch Plenkowitz) ist eine Gemeinde im Okres Znojmo in Tschechien.

## Geographie
Plenkovice liegt rund 44 Kilometer von Brünn entfernt, bis zur Grenze zu Österreich sind es 9,5 Kilometer. Plenkovice grenzt an Znojmo (die Hauptstadt vom gleichnamigen Okres), sowie an Kravsko und Hluboké Mašůvky. Durch Plenkovice verlaufen mehrere Landstraßen, im Gemeindegebiet sind zudem drei Bushaltestellen vorhanden.
Im Süden vom Ortskern befindet sich der größere See Plenkovický rybník. Außerdem fließen im Gebiet des Dorfs die Flüsse Plenkovický potok und Mramotický potok.

## Geschichte
Plenkovice wurde 1343 erstmals urkundlich erwähnt.

## Ortsteile
- Plenkovice

## Bevölkerungsentwicklung
| Jahr      | 1869 | 1880 | 1890 | 1900 | 1910 | 1921 | 1930 | 1950 | 1961 | 1970 | 1980 | 1991 | 2001 | 2011 | 2021 |
| --------- | ---- | ---- | ---- | ---- | ---- | ---- | ---- | ---- | ---- | ---- | ---- | ---- | ---- | ---- | ---- |
| Einwohner | 370  | 380  | 358  | 382  | 413  | 391  | 441  | 417  | 470  | 441  | 414  | 338  | 327  | 350  | 347  |

## Sehenswürdigkeiten
- Kirche St. Lorentius